# Acide montanique
L'acide montanique ou acide octacosanoïque (nom systématique) est un acide gras saturé à très longue chaîne (C28:0) de formule chimique CH3–(CH2)26–COOH. On le trouve notamment dans certaines cires d'insectes, telles que la cire d'abeille.